# Liste von Persönlichkeiten der Stadt Bozen
Die folgende Liste enthält die in der Stadt Bozen (Südtirol) geborenen sowie zeitweise lebenden Persönlichkeiten, chronologisch aufgelistet nach dem Geburtsjahr. Die Liste erhebt keinen Anspruch auf Vollständigkeit.

## In Bozen geborene Persönlichkeiten

### Bis 1800
- Jakob Haas (erste Hälfte des 13. Jahrhunderts), Notar
- Heinrich von Bozen (1250–1315), Stadtpatron
- Jakob Tugehenn (bezeugt 1280–1299), Notar
- Hans Trott, erster, 1449 bezeugter Bürgermeister
- Christof Hasler d. J., Bürgermeister 1453 und 1469 und Notar
- Konrad Lerhueber, Bürgermeister 1472 und Initiator des Bozner Stadtbuches
- Sigmund Gerstl zu Gerstburg, mehrmaliger Bürgermeister ab 1474
- Hans Ried (ca. 1465–1516), landesfürstlicher Amtmann und Zöllner in Bozen, Schreiber des Ambraser Heldenbuchs
- Petrus Tritonius (1465–1525), Schulmeister, Komponist und Musikpädagoge
- Adam Haslmayr (1550–1617), Philosoph
- Joseph Tiefenthaler (1710–1785), jesuitischer Missionar und Geograph in Indien
- Franz von Gumer (1731–1794), Bürgermeister von Bozen und Gründer einer Freimaurerloge in Bozen
- Joseph von Giovanelli (1750–1812), Politiker und Freiheitskämpfer
- Johann Peter Pichler (1765–1807), Mezzotintokünstler und Bildnisstecher
- Johann Nepomuk von Tschiderer (1777–1860), Fürstbischof von Trient, 1995 seliggesprochen[1]
- Georg Eberle (1787–1855), Feldmarschall-Leutnant und Festungsbaumeister
- Anton Rainalter (1788–1851), Bildhauer
- Franz Kink (1790–1862), Pionier der Zementerzeugung
- Andreas Erhard (1791–1846), Philosoph und Schriftsteller
- Karl von Lutterotti (1793–1872), Volkskundler, Mundartdichter und Dialektforscher

### 19. Jahrhundert

#### 1801 bis 1850
- Joseph Streiter (1804–1873), Bürgermeister von Bozen und Tiroler Landtagsabgeordneter
- Josef Valentin Stieger (1807–1875), Advokat und Abgeordneter zum Österreichischen Abgeordnetenhaus
- Ignaz von Giovanelli zu Gerstburg und Hörtenberg (1815–1889), Politiker
- Carl Moser der Ältere (1818–1882), Maler
- Franz Rainalter (1820–1874), Bildhauer
- Joseph Späth (1823–1896), Gynäkologe
- Friedrich Schöpfer (1825–1903), Jurist und Zeichner
- Gottfried Seelos (1829–1900), Maler
- Josef Riehl (1842–1917), Ingenieur und Bauunternehmer
- Anton Ausserer (1843–1889), Naturforscher und Arachnologe
- Karl Ausserer (1844–1920), Lehrer, Historiker und Abgeordneter zum Österreichischen Abgeordnetenhaus
- Josef Staffler (1846–1919), Gastwirt und Erbauer der ersten Personenseilbahn in Mitteleuropa
- Hans Widmann (1847–1928), Historiker in Salzburg
- Julius Perathoner (1849–1926), letzter deutscher Bürgermeister Bozens, bedeutender nationalliberaler Tiroler Politiker, Vorsitzender des Nationalrates für Deutsch-Südtirol 1919
- Sigismund Schwarz (1849–1919), Bankier und Unternehmer
- Richard Strele von Bärwangen (1849–1919), Bibliotheksdirektor in Salzburg, Nestor der Studentenverbindungen in Czernowitz

#### 1851 bis 1900
- Alois Cathrein (1853–1936), Mineraloge und Rektor der Universität Innsbruck
- Johannes Kaltenboeck (1853–1927), Schriftsteller
- Josef von Hepperger (1855–1928), Astronom
- Georg Gasser (1857–1931), Kunstmaler, Sammler und Naturhistoriker
- Sylvio Lazzari (1857–1944), Komponist
- Gottfried Hofer (1858–1932), Maler
- Alois Delug (1859–1930), Maler
- Ludwig Thuille (1861–1907), Komponist, Musikpädagoge und Musiktheoretiker
- Friedrich von Toggenburg (1866–1956), Statthalter von Tirol und österreichischer Innenminister
- Karl Innerebner (1870–1970), Ingenieur und Bauunternehmer
- Wilhelm von Walther zu Herbstenburg (1870–1958), Jurist und Politiker
- Anton Höfer (1871–1949), österreichisch-ungarischer General und k.k. Minister für Volksernährung
- Carl Moser (1873–1939), Künstler
- Rudolf Stolz (1874–1960), Maler und Schöpfer von Grafiken und Fresken
- Cornelius Hintner (1875–1922), Filmregisseur, Maler und Zeichner
- Albert Stolz (1875–1947), Öl- und Freskomaler
- Franz Sylvester Weber (1876–1947), Dichter, Heimatforscher und Genealoge
- Hermann Stern (1878–1952), Rechtsanwalt, Politiker und Wirtschaftspionier
- Albert von Trentini (1878–1933), Dramatiker und Schriftsteller
- Richard Staffler (1880–1962), Jurist und Heimatforscher
- Manfred Mumelter (1885–1965), Germanist, Direktor des Akademischen Gymnasiums Innsbruck, Häftling des KZ Dachau 1938/39[2]
- Eugen Franz Renwart (1885–1968), Landschaftsmaler
- Anton Hofer (1888–1979), Designer und Architekt
- Karl Pferschy (1888–1930), Grafiker und Maler
- Ressel Orla (1889–1931), Schauspielerin
- Oskar Wiedenhofer (1889–1987), Maler
- Max von Fioresi-Weinfeld (1892–1951), Notar und Opfer des Nationalsozialismus
- Georg Innerebner (1893–1974), technischer Ingenieur, Heimatforscher und Archäologe
- Max Valier (1895–1930), Astronom, Schriftsteller und Pionier der Raketentechnik
- Walther Oberhaidacher (1896–1945), Politiker
- Albin Lanner (1900–1950), Bildhauer

### 20. Jahrhundert

#### 1901 bis 1920
- Peter Paul Morandell (1901–1976), Volks- und Landschaftsmaler
- Luis Plattner (1901–1976), Architekt
- Fritz Führer (1902–1979), nationalsozialistischer Bürgermeister von Bozen
- Gertrud von Walther (1903–2001), österreichisch-italienische Schriftstellerin
- Johann Wolf (1905–1982), rumänischer Literaturwissenschaftler und Hochschullehrer
- Josef Ferrari (1907–1958), Schulamtsleiter
- Paula Wiesinger (1907–2001), Bergsteigerin, Skirennläuferin und Gastronomin
- Erwin Lutz (1908–1972), Polizist und Gerechter unter den Völkern
- Luis Sand (1909–1981), Jurist und Politiker
- Hermann Frass (1910–1996), Redakteur, Fotograf und Buchautor
- Franz Hampl (1910–2000), Althistoriker
- Josef Mayr-Nusser (1910–1945), Opfer des Nationalsozialismus
- Walter Ebner (1911–1992), Politiker
- Franz Tumler (1912–1998), Schriftsteller
- Maria Luise Thurmair (1912–2005), katholische Theologin und Schriftstellerin
- Estéban Eitler (1913–1960), Komponist, Flötist und Maler
- Hans Oberbacher (1914–2012), Werbegrafiker
- Nunzio Montanari (1915–1993), Pianist und Komponist
- Erich Kofler (1916–1994), Autor
- Albert Massiczek (1916–2001), Autor
- Karl Mitterdorfer (1920–2017), Jagdpilot, Landeskommandant des Südtiroler Schützenbund und Politiker

#### 1921 bis 1940
- Pietro Mitolo (1921–2010), Politiker
- Benedikt Posch (1922–2001), Publizist
- Arthur Agstner (1922–1991), österreichischer Diplomat
- Walter Deutsch (1923–2025), Musikwissenschaftler
- Margarethe Stolz-Hoke (1925–2018), Künstlerin
- Valentin Braitenberg (1926–2011), Hirnforscher, Kybernetiker und Schriftsteller
- Toni Egger (1926–1959), Kletterer und Bergsteiger
- Roland Riz (* 1927), Politiker, Jurist und Rechtswissenschaftler
- Dorian Gray (1928–2011), Schauspielerin
- Heinrich Amtmann (1929–2014), Politiker und Berufsschullehrer
- Josef Larch (1930–2011), Bergsteiger
- Kristian Sotriffer (1932–2002), Maler, Grafiker und Kunstkritiker
- Herbert Rosendorfer (1934–2012), Jurist und Schriftsteller
- Hilde Absalon (1935–2017), Künstlerin
- Andreina Ardizzone Emeri (1936–1985), Politikerin, Frauenrechtlerin und Anwältin
- Markus Vallazza (1936–2019), Maler, Grafiker und Illustrator
- Paul Bacher (* 1937), Sportler und ehemal. Landeskommandant des Südtiroler Schützenbundes
- Marjan Cescutti (* 1937), Kulturfunktionär
- Peter Martell (1938–2010), Filmschauspieler
- Christoph Pan (* 1938), Soziologe und Volksgruppenforscher
- Adolf Dallapozza (* 1940), Opern-, Operetten- und Musicalsänger
- Bruno Mahlknecht (* 1940), Heimatforscher
- Helmut Rizzolli (* 1940), Numismatiker und Heimatforscher

#### 1941 bis 1960
- Helmut Kutin (1941–2024), Manager und Präsident von SOS-Kinderdorf International
- Hugo Beikircher (* 1942), Altphilologe und Lexikograf
- Edgar Hoffer (1942–2015), Mineraloge
- Georg Pardeller (* 1942), Gewerkschaftsführer und Politiker
- Herbert Mayr (1943–2015), Sportler und Politiker
- Bruno Toniolli (* 1943), Eisschnellläufer
- Gottfried Veit (* 1943), Komponist, Klarinettist und Chorleiter
- Hans Peter Haselsteiner (* 1944), Industrieller
- Roberto Cicciomessere (1946–2023), Politiker
- Hortense von Gelmini (* 1947), Orchesterdirigentin, Malerin und Schriftstellerin
- Brigitte Mazohl (* 1947), Historikerin
- Gerhard Mumelter (* 1947), Journalist und Autor
- Barbara Repetto (1947–2024), Politikerin
- Peter Egger (* 1948), römisch-katholischer Theologe, Philosoph, Literaturwissenschaftler und Autor
- Krista Posch (* 1948), Schauspielerin und Synchronsprecherin
- Gerhard Kofler (1949–2005), Schriftsteller
- Ottavia Piccolo (* 1949), Theater- und Filmschauspielerin
- Oskar Peterlini (* 1950), Politiker
- Michl Ebner (* 1952), Unternehmer und Politiker
- Walter Niedermayr (* 1952), Fotograf
- Dietger Niederwieser (* 1952), italienisch-österreichischer Mediziner
- Matteo Thun (* 1952), Architekt und Designer
- Verena Plangger (* 1952), Schauspielerin und Regisseurin
- Andrea Bonatta (* 1952), Pianist und Dirigent
- Helmuth Renzler (1953–2023), Politiker
- Luisa Gnecchi (* 1953), Politikerin, Gewerkschafterin und Frauenrechtlerin
- Donato Seppi (* 1953), Politiker
- Sonja Puntscher-Riekmann (* 1954), Politikwissenschaftlerin und Politikerin
- Roberto Bizzo (* 1955), Politiker
- Erica Rossi (* 1955), Sprinterin
- Anna Scarafoni (* 1955), Politikerin
- Christine Mayr (* 1956), Juristin und Politikerin
- Lilli Gruber (* 1957), Journalistin, Moderatorin und Politikerin
- Erika Wimmer Mazohl (* 1957), Schriftstellerin
- Maurizio Zanella (* 1957), Weinpionier
- Armin Gatterer (* 1959), Schriftsteller
- Thomas Widmann (* 1959), Politiker
- Florin Kompatscher (* 1960), Maler
- Kurt Lanthaler (* 1960), Schriftsteller
- Florian Menz (1960–2017), Sprachwissenschaftler
- Elmar Pichler Rolle (* 1960), Politiker
- Benedikt Sauer (* 1960), Journalist und Autor
- Luigi Spagnolli (* 1960), Politiker und Bürgermeister von Bozen

#### 1961 bis 1970
- Stefano Bizzotto (* 1961), Sportjournalist und Sportkommentator
- Christoph Kohl (1961–2025), Architekt und Stadtplaner
- Michael Nothdurfter (1961–1990), christlich-marxistischer Guerilla-Kämpfer
- Hannes Obermair (* 1961), Historiker, Archivar und Ausstellungskurator
- Hans Karl Peterlini (* 1961), Journalist und Schriftsteller
- Sabine Folie (* 1962), Kunsthistorikerin, Kuratorin und Museumsleiterin
- Christine Mayn (* 1962), Schauspielerin
- Carlo Romeo (* 1962), Historiker, Übersetzer und Literaturkritiker
- Manfred Schullian (* 1962), Politiker, Rechtsanwalt und Schriftsteller
- Marco Zanetti (* 1962), Karambolagespieler und 2-facher Weltmeister
- Alessandro Banda (* 1963), Schriftsteller
- Paolo Dell’Antonio (* 1963), deutscher Wirtschaftsmanager
- Valentina Emeri (* 1963), Schauspielerin und Performancekünstlerin
- Karl Emilio Pircher (* 1963), Designer
- Barbara Plankensteiner (* 1963), Ethnologin und Museumsleiterin
- Ingrid Runggaldier (* 1963), Publizistin, Buchautorin und literarische Übersetzerin
- Hugo Herrnhof (* 1964), Shorttracker
- Ulrike Tarfusser (* 1964), Politikerin
- Verena Buratti (* 1965), Schauspielerin, Synchronsprecherin und Moderatorin
- Frederike Demattio (* 1965), deutsch-italienische Journalistin und Autorin
- Astrid Kofler (* 1965), Journalistin, Filmemacherin und Schriftstellerin
- Jutta Kußtatscher (* 1965), Journalistin, Autorin und Dokumentarfilmerin
- Andreas Pfeifer (* 1965), Journalist und Hochschullehrer
- Günther Steiner (* 1965), Motorsport-Ingenieur und Manager
- Michele Tomasi (* 1965), römisch-katholischer Geistlicher, Bischof von Treviso
- Markus Zadra (* 1965), siebenfacher Kickboxweltmeister und Delegierter des Fachsportverbandes FITA
- Rudy Giovannini (* 1966), Sänger
- Günther Heidegger (* 1966), Journalist und Moderator
- Renate Holzeisen (* 1966), Politikerin
- Alessandro Urzì (* 1966), Politiker
- Sergio Azzolini (* 1967), Fagottist
- Francesco Comina (* 1967), Journalist, Pazifist und Politiker
- Claudio Corrarati (* 1967), Wirtschaftsfunktionär und Politiker
- Stefan Mair (* 1967), Eishockeyspieler und -trainer
- Andreas Pichler (* 1967), Regisseur und Autor
- Peter Paul Rainer (* 1967), Politiker
- Evi Romen (* 1967), österreichische Filmschaffende
- Antonella Bellutti (* 1968), Radsportlerin, Leichtathletin, Bobfahrerin und Sportfunktionärin
- Brigitte Foppa (* 1968), Politikerin
- Graziano (* 1968), Schlagersänger
- Petra Moroder (* 1968), Skisportlerin
- Marco Postinghel (* 1968), Fagottist und Musikpädagoge
- Eugen Runggaldier (* 1968), römisch-katholischer Geistlicher, Generalvikar von Bozen-Brixen
- Egon Theiner (* 1968), Sportjournalist, Buchautor und Verleger
- Georg Clementi (* 1969), Theaterschauspieler, -regisseur und Liedermacher
- Kathrin Gschleier (* 1969), Kommunikationswissenschaftlerin und Autorin
- Klaus Janek (* 1969), Kontrabassist und Komponist
- Francesco Palermo (* 1969), Jurist und Universitätsprofessor
- Eva Pfanzelter (* 1969), Zeithistorikerin
- Stefan Schwoch (* 1969), Fußballspieler
- Gerda Weißensteiner (* 1969), Rennrodlerin und Bobfahrerin
- Elena Artioli (* 1970), Unternehmerin und Politikerin
- Christian Bianchi (* 1970), Politiker
- Michaela Biancofiore (* 1970), Politikerin
- Irene Hager von Strobele (* 1970), Autorin von Sachbüchern und freischaffende Museumspädagogin
- Wolfgang Kofler (* 1970), Altphilologe
- Paul Köllensperger (* 1970), Politiker
- Ivo Rabanser (* 1970), Bergsteiger und Autor
- Norbert Rabanser (* 1970), Schlagzeuger und Komponist
- Martin Thurner (* 1970), deutscher Philosoph, Mediävist und römisch-katholischer Theologe
- Jürgen Wirth Anderlan (* 1970), Politiker

#### 1971 bis 1980
- Tizza Covi (* 1971), Filmregisseurin, Drehbuchautorin und Filmeditorin
- Daniel Oberegger (* 1971), Komponist, Schriftsteller und Filmemacher
- Roland Trettl (* 1971), italienisch-deutscher Koch, Autor von Kochbüchern und Fernsehmoderator
- Marco Antoniazzi (* 1972), Filmregisseur, Drehbuchautor und Kameramann
- Waltraud Deeg (* 1972), Politikerin und Anwältin
- Thomas Grandi (* 1972), kanadischer Skirennläufer
- Andrea Guerra (* 1972), Fußballspieler
- Christian Hafner (* 1972), Naturbahnrodler
- Paolo Orlandoni (* 1972), Fußballtorhüter und Torwarttrainer
- Heinrich Schneider (* 1972), Koch, Auszeichnung mit Michelinsternen
- Alessandra Pescosta (* 1973), Snowboarderin
- Giuliano Vettorato (* 1973), Politiker
- Morena Gallizio (* 1974), Skirennläuferin
- Michael Grünberger (* 1974), deutsch-italienischer Rechtswissenschaftler
- Thomas Hochkofler (* 1974), Schauspieler, Regisseur und Kabarettist
- Sylvia Kritzinger (* 1974), Politikwissenschaftlerin und Hochschullehrerin
- Ulli Mair (* 1974), Politikerin
- Irene Mitterstieler (* 1974), Naturbahnrodlerin
- Karin Moroder (* 1974), Skilangläuferin
- Alex Weissensteiner (* 1974), Finanzwissenschaftler
- Letizia Werth (* 1974), Bildende Künstlerin
- Barbara Zanetti (* 1974), Sängerin und Liedermacherin
- Maura Delpero (* 1975), Filmregisseurin, Filmproduzentin und Drehbuchautorin
- Leo Insam (1975–2023), Eishockeyspieler
- Isolde Kostner (* 1975), Skirennläuferin
- Gabriela Oberkofler (* 1975), italienisch-deutsche Künstlerin
- Daniel Quitta (* 1975), Naturbahnrodler
- Ylenia Scapin (* 1975), Judoka
- Christian Tommasini (* 1975), Regionalpolitiker
- Thomas Wallnig (* 1975), österreichischer Historiker
- Walter Landi (* 1976), Mediävist, Archivar und Hochschullehrer
- Oliver Mauroner (* 1976), Wirtschaftswissenschaftler und Hochschullehrer
- Alan Perathoner (* 1976), Skirennläufer
- Carmen Ranigler (* 1976), Snowboarderin
- Silke Bachmann (* 1977), Skirennläufern
- Renate Gebhard (* 1977), Juristin und Politikerin
- Theo Senoner (* 1977), Biathlet
- Lukas Bertagnolli (* 1978), Journalist
- Patrick Gruber (* 1978), Rennrodler
- Günther Hell (* 1978), Eishockeytorhüter
- Karen Putzer (* 1978), Skirennläuferin
- Barbara Romaner (* 1978), Schauspielerin
- Ivan Senoner (* 1978), Schriftsteller ladinischer Muttersprache
- Patrick Thaler (* 1978), Skirennläufer
- Ronny Trocker (* 1978), Filmregisseur und Drehbuchautor
- Luca D’Andrea (* 1979), Schriftsteller und Journalist
- Enrico Dorigatti (* 1979), Eishockeyspieler
- Alexander Egger (* 1979), Eishockeyspieler
- Peter Kofler (* 1979), Organist, Cembalist und Hochschullehrer
- Florian Kostner (* 1979), Skilangläufer
- Kathrin Lang (* 1979), Biochemikerin und Hochschullehrerin
- Michela Ponza (* 1979), Biathletin
- Manuel Quinziato (* 1979), Radrennfahrer
- Renate Rungger (* 1979), Langstreckenläuferin
- Myriam Atz Tammerle (* 1980), Gastwirtin und Politikerin
- Michael Ausserer (* 1980), Journalist
- Renate Kasslatter (* 1980), Naturbahnrodlerin
- Sven Knoll (* 1980), Politiker
- Michael Mian (* 1980), Mediziner und Facharzt für Hämatologie und Knochenmarktransplantation
- Christian Walcher (* 1980), Eishockeyspieler
- Stefan Zisser (* 1980), Eishockeyspieler

#### 1981 bis 1990
- Riccardo Angelini (* 1981), Schauspieler
- Patrick Bona (* 1981), Eishockeyspieler
- Joachim Degasperi (* 1982), Fußballspieler
- Lenz Koppelstätter (* 1982), deutschsprachiger Journalist und Krimischriftsteller
- Birgit Nössing (* 1982), Journalistin
- Carlo Vettori (* 1982), Politiker
- Martina Bortolotti (* 1983), Opernsängerin (Sopran)
- Sabina Florian (* 1983), Eishockeyspielerin
- Angelo Gennaccaro (* 1983), Politiker
- Daniel Hofer (* 1983), Triathlet
- David Hofer (* 1983), Skilangläufer
- Gudrun Kofler (* 1983), Politikerin (FPÖ)
- Valentina Marocchi (* 1983), Wasserspringerin
- Lissy Pernthaler (* 1983), Schauspielerin, Autorin und Performancekünstlerin
- Rudi Resch (* 1983), Naturbahnrodler
- Christopher Sacchin (* 1983), Wasserspringer
- Lucas Senoner (* 1983), Skirennläufer
- Thomas Damian (* 1984), Naturbahnrodler
- Florian Eisath (* 1984), Skirennläufer
- Sigi Fink (* 1984), Meteorologe, Radio- und Fernsehmoderator
- Manuela Gostner (* 1984), Autorennfahrerin
- Thomas Haberer (* 1984), deutscher Schauspieler und Moderator
- Armin Kasslatter (* 1984), Biathlet
- Simon Laner (* 1984), Fußballspieler
- Filippo Maturi (* 1984), Politiker
- Max Oberrauch (* 1984), Eishockeyspieler
- Andreas Seppi (* 1984), Tennisspieler
- Verena Stuffer (* 1984), Skirennläuferin
- Tania Cagnotto (* 1985), Turmspringerin
- Matteo Gazzini (* 1985), Politiker
- Eva Lechner (* 1985), Radrennfahrerin
- Thomas Pichler (* 1985), Eishockeyspieler
- Lukas Spisser (* 1985), Schauspieler
- Anna Unterberger (* 1985), Schauspielerin
- David Ceresa (* 1986), Eishockeyspieler
- Magdalena Eisath (* 1986), Skirennläuferin
- Stefano Gross (* 1986), Skirennläufer
- Matthias Lang (* 1986), Filmregisseur und Drehbuchautor
- Tamara Lunger (* 1986), Skibergsteigerin
- Claudio Mussner (* 1986), Biathlet
- Emanuel Perathoner (* 1986), Snowboarder
- Philipp Antholzer (* 1987), Naturbahnrodler
- Carolina Kostner (* 1987), Eiskunstläuferin
- Patrick Pigneter (* 1987), Naturbahnrodler
- Lukas Runggaldier (* 1987), Nordischer Kombinierer
- Manuel Scavone (* 1987), Fußballspieler
- Michael Cia (* 1988), Fußballspieler
- Christoph Mick (* 1988), Snowboarder
- Philipp Pircher (* 1988), Eishockeyspieler
- Anton Bernard (* 1989), Eishockeyspieler
- Sarah Born (* 1989), italienisch-österreichische Schauspielerin
- Daniel Dejori (* 1989), Skirennläufer und Grasskiläufer
- Lisa Demetz (* 1989), Skispringerin
- Hannes Fink (* 1989), Fußballspieler
- Valentine Prucker (* 1989), Skispringerin
- Barbara Stuffer (* 1989), Skispringerin
- Riccardo Tonetti (* 1989), Skirennläufer
- Armin Bauer (* 1990), Nordischer Kombinierer
- Andreas Bernard (* 1990), Eishockeytorwart
- Simon Kostner (* 1990), Eishockeyspieler
- Elena Runggaldier (* 1990), Skispringerin

#### 1991 bis 2000
- Manuel Fischnaller (* 1991), Fußballspieler
- Katja Schroffenegger (* 1991), Fußballtorhüterin
- Maicol Scuttari (* 1991), Wasserspringer
- Nancy Camaldo (* 1992), Filmregisseurin und Drehbuchautorin
- Samuel Costa (* 1992), Nordischer Kombinierer
- Penelope Frego (* 1992), Schauspielerin und Hörspielsprecherin
- Alex Gruber (* 1992), Naturbahnrodler
- Daniel Ladurner (* 1992), Bergsteiger
- Mattia Runggaldier (* 1992), Nordischer Kombinierer
- Peter Steiner (* 1992), Posaunist
- Manuel Zwerger (* 1992), Komponist
- Raphael Andergassen (* 1993), Eishockeyspieler
- Alex Ferrari (* 1993), American-Football-Spieler
- Maddalena Fingerle (* 1993), Germanistin, Romanistin und Schriftstellerin
- Alex Frei (* 1993), Eishockeyspieler
- Ivan Horvat (* 1993), kroatischer Handballspieler
- Jasmin Ladurner (* 1993), Südtiroler Politikerin (SVP)
- Thomas Ortler (* 1993), Koch und Fachbuchautor
- Simona Senoner (1993–2011), Skispringerin
- Fabian Tait (* 1993), Fußballspieler
- Alex Trivellato (* 1993), deutsch-italienischer Eishockeyspieler
- Debora Vivarelli (* 1993), Tischtennisspielerin
- Veronika Widmann (* 1993), Mountainbikerin
- Lisa Fissneider (* 1994), Schwimmerin
- Peter Hochkofler (* 1994), italo-österreichischer Eishockeyspieler
- Simon Kainzwaldner (* 1994), Rennrodler
- Sebastian von Malfèr (* 1994), Theaterdarsteller, Drehbuchautor und Filmschauspieler
- Jan Pavlu (* 1994), deutsch-italienischer Eishockeyspieler
- Karoline Pichler (* 1994), Skirennläuferin
- Federico Liberatore (* 1995), Skirennläufer
- Michael Piccolruaz (* 1995), Sportkletterer
- Joachim Ramoser (* 1995), Eishockeyspieler
- Sandra Robatscher (* 1995), Rennrodlerin
- Stefan Zelger (* 1995), Skilangläufer
- David Zimmerhofer (* 1995), Fußballspieler
- Michael Hellweger (* 1996), Skilangläufer
- Petra Nardelli (* 1996), Sprinterin
- Dominik Zuech (* 1996), Freestyle-Skier
- Elena Pirrone (* 1999), Radrennfahrerin
- Alessia Vigilia (* 1999), Radrennfahrerin
- Alex Vinatzer (* 1999), Skirennläufer

### 21. Jahrhundert
- Matteo Bianchi (* 2001), Radsportler
- Pascal Brunner (* 2002), Eishockeyspieler
- Katharina Fink (* 2002), Badmintonspielerin

## Bekannte Einwohner von Bozen
- Pietro Delai (≈1635–1695), Baumeister
- Andrea Delai (≈1648 – n. 1698), Baumeister
- Ulrich Glantschnigg (1661–1722), Maler
- Alderich von Jäger (1746–1819), Stadtpfarrer und Propst von Bozen
- Erzherzog Rainer (1783–1853), Hauptstifter des nach ihm benannten „Rainerums“; in der Bozner Pfarrkirche begraben
- Albert Knoll (1796–1863), Kapuziner und Theologe, Prediger und Seelsorger in Bozen
- Erzherzog Heinrich (1828–1891), Förderer zahlreicher Vereine und gemeinnütziger Vorhaben in Bozen, auch der 1890–91 geschaffenen Guntschnapromenade, die ursprünglich nach ihm benannt war
- Wilhelm Pfaff (1859–1933), Botaniker
- Ljubow Dostojewskaja (1869–1926), russische Autorin, Tochter von Fjodor Dostojewski, Patientin im Sanatorium von Gries, wo sie auch starb
- Lorenz Fränzl (1879–1951), Fotograf und Verleger
- Karl Theodor Hoeniger (1881–1970), Südtiroler Autor und Kulturhistoriker; Schriftleiter der Bozner Nachrichten
- Silvio Bettini-Schettini (1885–1967), Irredentist, Antifaschist, Gewerkschaftler und Politiker
- Alois Puff (1890–1973), Offizier, Tiroler Kaiserjäger, Politiker und Gründungsmitglied der Südtiroler Volkspartei (SVP)
- May Hofer (1896–2000), Textil- und Emaillekünstlerin
- Oswald Marchesani (1900–1952), Augenarzt; wuchs in Bozen auf
- Franz Six (1909–1975), SS-Brigadeführer, NSDAP-Funktionär, als Kriegsverbrecher verurteilt und Mitarbeiter der Organisation Gehlen bzw. des BND
- Carlo Maria Giulini (1914–2005), Dirigent; wuchs in Bozen auf
- Silvius Magnago (1914–2010), Jurist und Politiker, Südtiroler Landeshauptmann; wuchs in Bozen auf, lebte und wirkte dort und starb dort auch
- Nunzio Montanari (1915–1993), Pianist und Komponist
- Leonie Mann (1916–1986), Autorin und Übersetzerin
- Rolando Boesso (1920–2008), Journalist und Politiker; lebte von 1945 bis zu seinem Tode in Bozen
- Ludvík Aškenazy (1921–1986), tschechischer Schriftsteller
- Alcide Berloffa (1922–2011), Politiker; wuchs im Stadtteil Rentsch auf und starb in Bozen
- Lidia Menapace (1924–2020), Publizistin und Politikerin
- Marianne Ilmer Ebnicher (* 1959), Kinderbuchautorin, Lyrikerin und Rezensentin